# Muerte de Stefano Cucchi
El homicidio de Stefano Cucchi ocurrió en Roma el 22 de octubre de 2009, mientras el joven estaba en custodia preventiva. Las causas de su muerte y los responsables son objeto de procedimientos judiciales que han involucrado por un lado a los médicos del hospital Pertini, y por otro a diferentes militares de la Arma de Carabineros. La publicación de las fotos de la autopsia ha atraído la atención de la opinión pública, las cuales llegan, luego, a agencias de prensa, periódicos y telediarios italianos. Los acontecimientos son también objeto de documentales y largometrajes cinematográficos.

## Hechos
El 15 de octubre de 2009 el traficante de drogas, con antecedentes penales que no estaban relacionados con las drogas, es detenido por los policías Francesco Tedesco, Gabriele Aristodeo, Raffaele D'Alessandro, Alessio Di Bernardo y Gaetano Bazzicalupo por haber sido visto con Emanuele Mancini intercambiando paquetes transparentes por un billete. Stefano fue llevado enseguida a la estación, fue registrado y encontraron en su posesión doce paquetes de distinto tamaño de hachís (con un total de 20 gramos), tres paquetes de cocaína (con una dosis cada uno) y medicinas para la epilepsia (enfermedad que Cucchi padecía). Se establece la prisión preventiva para el detenido. 
Antes de la detención y de la llegada a la estación de policía, Cucchi no presentaba ningún trauma físico. Al día siguiente se lleva a cabo una audiencia para confirmar la detención en la cárcel y Luigi Manconi, director de la Oficina contra las Discriminaciones Raciales, en la Presidenza del Consiglio, critica la condena en cuanto «se le ha atribuido la nacionalidad extranjera y la condición de "sin domicilio fijo", a pesar de que Cucchi era un residente regular en la ciudad». Ya durante el proceso, el joven encuentra dificultades para caminar y hablar, y muestra, además, evidentes hematomas en los ojos; habla con su padre poco antes de la audiencia, pero no le menciona haber sido agredido.
A pesar de las condiciones precarias, el juez programa la audiencia del proceso para el mes siguiente, y ordena la custodia preventiva en la cárcel de Regina Coeli hasta la fecha. Después de la audiencia, las condiciones de Cucchi empeoran aún más. De hecho, a las 23 del 16 de octubre es llevado a las urgencias del hospital Fatebenefratelli, donde se registran lesiones y hematomas en las piernas, en el rostro (con fractura de la mandíbula), en el abdomen (con hematuria), y en el tórax (con fractura de la tercera vértebra lumbar y del coxis). Aunque se aconseje la hospitalización, el sujeto rechaza y vuelve a la cárcel.
En los días siguientes, sus condiciones empeoran al punto que se ordena su traslado a la sala vigilada del hospital Sandro Pertini, donde muere el 22 de octubre de 2009 por la mañana. Después de su primera audiencia, sus padres intentan verlo y descubrir sus condiciones físicas sin éxito. 
Los padres sabrán algo solamente cuando un agente judicial les visite a casa para notificarles la autorización del magistrado relativa a la autopsia.

## Película
- En mi propia piel